# Odelay
Odelay é o quinto álbum de estúdio do cantor Beck, lançado a 18 de junho de 1996.
O disco venceu dois Grammy Award, um na categoria "Best Alternative Music Performance" e a faixa "Where It's At" na categoria "Best Male Rock Vocal Performance". Este álbum está na lista dos 200 álbuns definitivos no Rock and Roll Hall of Fame.
Em julho de 2008, o disco tinha vendido 2 milhões e 300 mil cópias nos Estados Unidos.

## Faixas
Todas as músicas escritas por Beck, John King e Michael Simpson, exceto onde anotado. Todas as faixas produzidas por Beck Hansen e The Dust Brothers, exceto onde anotado.
1. "Devils Haircut" – 3:14
2. "Hotwax" – 3:49
3. "Lord Only Knows" (Beck Hansen) – 4:14
4. "The New Pollution" – 3:39
5. "Derelict" – 4:12
6. "Novacane" – 4:37
7. "Jack-Ass" – 4:11
8. "Where It's At" – 5:30
9. "Minus" (Beck Hansen) – 2:32
  - Produzido por Beck Hansen, Mario Caldato Jr. e Brian Paulson.
10. "Sissyneck" – 3:52
11. "Readymade" – 2:37
12. "High 5 (Rock the Catskills)" – 4:10
13. "Ramshackle" (Beck Hansen) – 7:29
  - Produzido por Tom Rothrock e Tom Schnapf.
  - Inclui a faixa escondida "Computer Rock"

## Paradas
| Ano  | Parada        | Posição |
| ---- | ------------- | ------- |
| 1996 | Billboard 200 | 16      |